# Греческий феникс
Греческий фе́никс (греч. φοίνιξ) — валюта Первой Греческой республики, находившаяся в обращении с 1828 по 1833 год. Делился на 100 лепт. Назван в честь мифической птицы феникса, символизируя возрождение независимой Греции.

## История
Греческий феникс введён в обращение в 1828 году при первом правителе Греции Иоанне Каподистрия и заменил турецкий куруш (пиастр), распространенный в Османской империи, при этом 1 феникс равнялся 1⁄6 куруша. Образцом для денежной системы Греции стала Франция с её биметаллическим стандартом, при котором 15,5 единицы серебра равнялись 1 единице золота. Греческий феникс был основан на серебряном стандарте и приравнен к 1 французскому франку, хотя содержание серебра в нем было ниже, чем во франке — 3,747 г против 4,5 г.
Однако отчеканили незначительное количество монет, и поэтому большинство денежных операций продолжали осуществляться с использованием иностранных валют. Не имея драгоценных металов, чтобы отчеканить больше монет, греческое правительство в 1831 году выпустило дополнительно 300 000 фениксов в необеспеченных банкнотах. В результате они не получили распространения и почти не использовались.
В 1833 году денежная система государства была реформирована — в обращение введена греческая драхма, заменившая феникс в соотношении 1:1.

## Монеты и банкноты
В 1828 году были отчеканены монеты следующих номиналов: 1, 5, 10, 20 лепт и 1 феникс.
В 1831 году в обращение были выпущены банкноты достоинством 5, 10, 50 и 100 фениксов.